# Universität Tirana

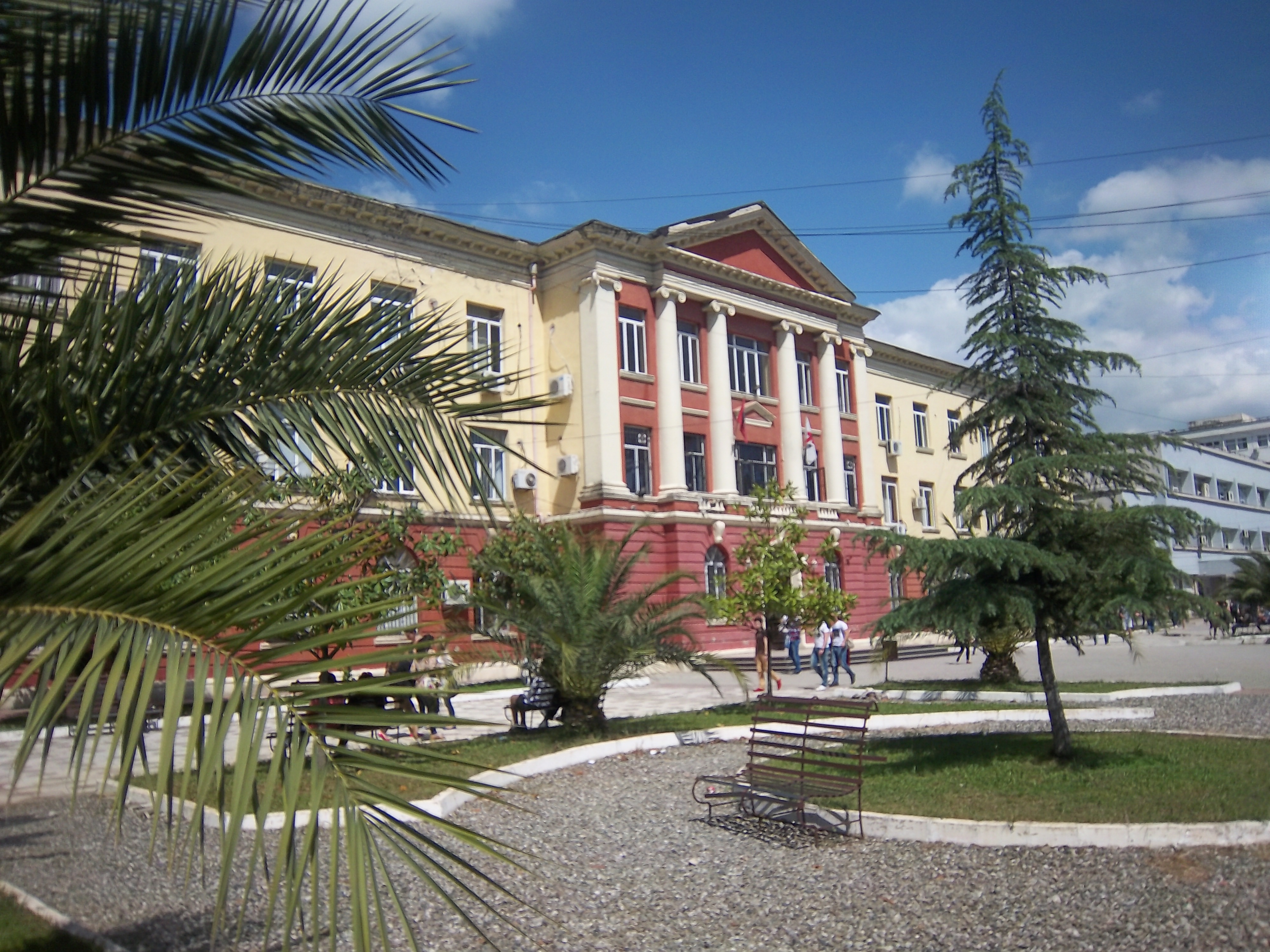
Gebäude der Fakultät der Geschichts-, Geographie- und Philologiewissenschaften

Die Universität Tirana (albanisch Universiteti i Tiranës) ist eine staatliche Universität in der albanischen Hauptstadt Tirana und mit über 26.500 Studenten und rund 600 wissenschaftlichen Angestellten die größte Universität in Albanien. Das Hauptgebäude, ursprünglich als Casa di Fascio Anfang der 1940er Jahre von den Italienern erbaut, steht am Mutter-Teresa-Platz südlich der Innenstadt.

## Geschichte
Die Universität Tirana wurde 1957 als erste Universität in Albanien mit insgesamt sechs Fakultäten unter dem Namen Staatliche Universität Tirana gegründet. Im Jahre 1968 wurde mit dem Bau des Campus im Südosten von Tirana, die sogenannte Qyteti Studenti (Studentenstadt), begonnen.  1977 stieg die Anzahl der Studenten auf ca. 8880, wovon etwa die Hälfte weiblich war.
Anfang der 1990er Jahre war die Universität Tirana eines der wichtigsten Zentren der demokratischen Bewegung im damaligen kommunistischen Albanien. Bei den ersten Studentenprotesten im November 1990 forderten Studenten die Einführung der Demokratie und von pluralistischen Wahlen. Im Dezember des gleichen Jahres gründeten Studenten unter Sali Berisha in der Qyteti Studenti der Universität die Demokratische Partei Albaniens, die erste nicht-kommunistische Partei.
1991 wurde das Polytechnische Institut selbständig als Polytechnische Universität Tirana mit Sitz im historischen Hauptgebäude. 2013 wurde die medizinische Fakultät in eine eigene Hochschule ausgelagert, die Medizin-Universität Tirana.
Die Universität ist Mitglied im Netzwerk der Balkan-Universitäten. Am 3. Juni 2013 unterzeichnete sie ein Memorandum of Understanding mit der Bedër-Universität. Die beiden Hochschulen haben bereits mit dem Aufbau eines modernen Campus in Sauk, einem südlichen Vorort von Tirana, begonnen.

## Fakultäten
Die Universität Tirana ist in acht Fakultäten, welche in 50 Departemente unterteilt sind, und ein Institut gegliedert:
- Fakultät der Wirtschaftswissenschaft
- Fakultät der Rechtswissenschaft
- Fakultät der Geschichts- und Philologiewissenschaft
- Fakultät der Naturwissenschaft
- Fakultät der Fremdsprachenwissenschaft
- Fakultät der Sozialwissenschaften
- Institut der Europäischen Studien[7]
- Institut für angewandte Kernphysik[7]

## Persönlichkeiten
- Hermann Ölberg (1922–2017), Ehrendoktor
- Sali Berisha (* 1944), albanischer Arzt und Politiker
- Ismail Kadare (1936–2024), albanischer Schriftsteller
- Aleksandër Meksi (* 1939), albanischer Bauingenieur und Politiker
- Anila Wilms (* 1971), albanische Schriftstellerin

## Alumni und Dozenten
- Arben Ahmetaj (* 1969), albanischer Politiker
- Sali Berisha (* 1944), albanischer Politiker
- Ledi Bianku (* 1971), albanischer Rechtswissenschaftler und Richter
- Roland Bimo (* 1954), albanischer Diplomat
- Ben Blushi (* 1969), albanischer Politiker, Publizist und Schriftsteller
- Erion Braçe (* 1972), albanischer Politiker
- Majlinda Bregu (* 1974), albanische Politikerin und Sozialwissenschaftlerin
- Ylli Bufi (* 1948), albanischer Politiker
- Kaplan Burović (1934–2022), Schriftsteller, Journalist und Albanologe
- Ditmir Bushati (* 1977), albanischer Politiker
- Shkëlqim Cani (* 1956), albanischer Politiker
- Neritan Ceka (* 1941), albanischer Archäologe und Politiker
- Arta Dade (* 1953), albanische Politikerin
- Namik Dokle (* 1946), albanischer Journalist, Schriftsteller und Politiker
- Milva Ekonomi (* 1962), albanische Politikerin
- Eglantina Gjermeni (* 1968), albanische Politikerin
- Azem Hajdari (1963–1998)
- Edmond Haxhinasto (* 1966), albanischer Politiker
- Shpëtim Idrizi (* 1967), albanischer Politiker
- Kastriot Islami (* 1952), albanischer Politiker
- Helena Kadare (* 1943), albanische Schriftstellerin, Drehbuchautorin und Übersetzerin
- Ismail Kadare (1936–2024), albanischer Schriftsteller
- Ardian Klosi (1957–2012), albanischer Publizist, Übersetzer, Albanologe und Sozialaktivist
- Mimi Kodheli (* 1964), albanische Politikerin
- Dhori Kule (* 1957), albanischer Professor
- Valentina Leskaj (* 1948), albanische Politikerin
- Harilla Papajorgji (1933–2019), albanischer Politiker
- Pandeli Majko (* 1967), albanischer Politiker
- Ledina Mandija (* 1974), albanische Juristin
- Ylli Manjani, albanischer Jurist und Politiker
- Jakup Mato (1934–2005), albanischer Literaturkritiker
- Fatmir Mediu (* 1967), albanischer Politiker
- Rexhep Meidani (* 1944), albanischer Politiker
- Aleksandër Meksi (* 1939), albanischer Politiker
- Nasip Naço (* 1961), albanischer Politiker
- Fatos Nano (* 1952), albanischer Politiker
- Lindita Nikolla (* 1965), albanische Politikerin
- Bujar Nishani (1966–2022), albanischer Politiker
- Sokol Olldashi (1972–2013), albanischer Politiker
- Saimir Tahiri (* 1979), albanischer Politiker
- Jozefina Topalli (* 1963), albanische Politikerin
- Anila Wilms (* 1971), albanische Schriftstellerin